# Papp Béla (politikus)
Papp Béla (Tarcal, 1900. augusztus 5. – Budapest, 1978. október 16.) tanító, a KALOT titkára, a Demokrata Néppárt országgyűlési képviselője.

## Élete

### Ifjúkora és közszereplővé válása
A hentes Papp Mihály és Szopkó Terézia gyermeke. Görögkatolikus rítusú vallásban nevelkedett.
Az elemi iskola elvégzése után tanító képesítést szerzett. Nyírgelsén kapott állást. Már fiatal felnőttként megismerkedett a keresztényszocializmus eszmeiségével és a korabeli neokatolikus reformmozgalmakkal. Csatlakozott a Katolikus Agrárifjúsági Legényegyletek Országos Testületéhez, 1940-ben a görögkatolikus egyházmegye KALOT-titkára lett, megbízatást kapott a Hajdúdorogon létesítést népfőiskola vezetésére. 1946-ban Magyar Szabadság érdemrend kitüntetést kapott.

### Politikai pályafutása
A második világháború után belépett a Demokrata Néppártba és az 1947. augusztus 31-i országgyűlési választásokon a Szabolcs és Szatmár-Bereg megyei választókerületből bekerült az Országgyűlésbe. KALOT-titkári múltja miatt összeférhetetlenségi eljárás indult ellene, szerették volna mandátumát megsemmisíteni, azonban a vizsgálat lassan haladt, a választási ciklus végéig le sem zárult .

### A diktatúra idején
Mandátumának lejárta után Budapesten maradt, de politikai szerepvállalása miatt hosszabb ideig sehol sem alkalmazták. Az 1950-es évek elején az Állami Biztosítónál tudott elhelyezkedni.
Az 1956-os forradalom idején, október 30-án megjelent a DNP újjáalakuló ülésén, de vezető szerepet nem vállalt. 1978-ban hunyt el.